# Darosław J. Toruń
Darosław Jerzy Toruń (ur. 1952 we Wrocławiu) – polski tłumacz, redaktor, pisarz fantastyki naukowej, autor gier fabularnych.

## Życiorys
Ukończył studia na Wydziale Ekonomii Politycznej Uniwersytetu Warszawskiego. Następnie pracował jako rzecznik prasowy Ministerstwa Przemysłu Maszynowego, później jako pracownik fizyczny. W styczniu 1983 został członkiem redakcji „Fantastyki”, jako redaktor działu zagranicznego. W 1993 założył razem z Jackiem Rodkiem pismo „Magia i Miecz”, w latach 1993–1999 był jego redaktorem.
W 2007 otrzymał odznaczenie Zasłużony dla Kultury Polskiej.

## Twórczość
Jako autor fantastyki naukowej zadebiutował opowiadaniem Historia z nieżyciowym zakończeniem w 1977 na łamach „Nowego Wyrazu”. Jego opowiadania ukazywały się również w „Fantastyce” oraz w antologiach: Spotkania w przestworzach (1979) i Przepowiednia (1986), t. 6 Polskiej noweli fantastycznej. W Przepowiedni zostało zamieszczone opowiadanie pt. Test 54812, które wcześniej zostało opublikowane w podwójnym numerze „Fantastyki” 11/12 z 1983.
Przetłumaczył z rosyjskiego i angielskiego na polski kilkanaście opowiadań i kilka powieści publikowanych w Fantastyce, m.in. Piaseczniki George’a Martina, Z Trawy i Mgły i Piasku Vondy N. McIntyre, Trzy serca i trzy lwy Poula Andersona, Księżniczkę Marsa i Pellucidar Edgara Rice Burroughsa, Żeglarzy nocy George’a Martina. Tłumaczył także powieści Poula Andersona (Królową Powietrza i Mroku, Pieśń pasterza, Drogę miłości).
Jest również współtwórcą gry fabularnej Kryształy Czasu oraz autorem W stepie szerokim (wydane w 1998 przez Wydawnictwo Mag, ISBN 83-86572-29-9)  dodatku do gry RPG Dzikie Pola.

## Publikacje

### Autor opowiadań
- 1982 – Antologia opowiadań Spotkanie w przestworzach 2 – antologia młodych '79 opowiadania: Jedyny prawdziwy (współautor Jacek Rodek) oraz Historia z nieżyciowym zakończeniem;
- 1986 – Przepowiednia opowiadanie Test 54842.

### Tłumacz
- 1987 – Królowa Powietrza i Mroku – Poul Anderson, tł. Darosław J. Toruń, wyd. Państwowe Wydawnictwo "Iskry";
- 1990 – Pieśń pasterza; Drogi miłości – Poul Anderson tł. Darosław Toruń oraz Wiktor Bukato wyd. Państwowe Wydawnictwo "Iskry";
- 1995 – Trzy serca i trzy lwy – Poul Anderson tł. Darosław J. Toruń, wyd. Zysk i S-ka;
- 2008 – Najdłuższa podróż – Poul Anderson tł. Darosław Toruń oraz Anna Miklińska, Wiktor Bukato wyd. Stawiguda Agencja "Solaris";
- 2019 – Żeglarze nocy i inne opowiadania – George R.R. Martin tł. Darosław J. Toruń (oraz Michał Jakuszewski) wyd. Zysk i S-ka;

### Redaktor
- 1995 – Potępieniec : kampania do gry Warhammer Fantasy Role Play – Carl Sargent, tł. Stanisław Belina; red.: Jarosław Grzędowicz, Artur Marciniak, Darosław J. Toruń Wydawnictwo Mag;
- 1995 – Księga wiedzy tajemnej – Thomas Boyd, tł. Jacek Brzeziński; red. Jarosław Grzędowicz, Artur Marcinek, Darosław J. Toruń, Wydawnictwo Mag;
- 1997 – Kryształy czasu: fabularna gra fantasy podręcznik –  Adam Z. Bański – autor podręcznika, red. Rafał Nowocień, Darosław J. Toruń Adam Bański, Wydawnictwo Mag;
- 1998 – W stepie szerokim: szlachecka gra fabularna red. Darosław J. Toruń wyd. Wydawnictwo Mag;
- Magia i Miecz czasopismo (gry fabularne, strategiczne, sf i fantasy) red. zespół: Jarosław Musiał, Jacek Rodek, Darosław J. Toruń wiele wydań.